# Phaeohelotium purpureum
Phaeohelotium purpureum är en svampart som beskrevs av Dennis 1974. Phaeohelotium purpureum ingår i släktet Phaeohelotium och familjen Helotiaceae.   Inga underarter finns listade i Catalogue of Life.